# ボンバーマン64
『ボンバーマン64』は2001年12月20日にハドソンから発売されたアクションゲーム。NINTENDO 64のボンバーマンシリーズ第4作目にあたり、日本国内では最後に発売されたNINTENDO64用のゲームタイトルで、且つ後継ハードの ニンテンドー ゲームキューブ発売後に発売された唯一のNINTENDO64用のゲームタイトルでもある。
なお、海外でリリースされた『Bomberman 64』は日本における『爆ボンバーマン』のことを指しており、本作に関しては海外未発売である。

## 概要
初代『ボンバーマン』の発売から16年を記念し、ボンバーマンに関連したさまざまなゲームをプレイ出来る。主なモードには、爆弾を使って敵を倒しステージを進む「ノーマルゲーム」と最大4人で対戦する「バトルゲーム」が遊べる『ボンバーマン』、上から落ちてくるボンバーマンを揃えて消していく落ち物パズル『ぱにっくボンバー』、画面上にある“コマ”をたくさん繋げて消す思考パズル『さめがめ』、用意されたアトラクション（ミニゲーム）に挑戦する『ボンバーマンパーク』の4つが収録されており、全体を通して『ボンバーマンランド』シリーズに通ずる内容となっている。

## ボンバーマン
シリーズの基本ともいえる、アクションゲームのボンバーマン。
- ノーマルゲーム

爆弾を使い、ステージ内の敵を倒していく。敵をすべて倒し、出口に入るとステージクリアとなる。
ステージ内にはアイテムが2つ隠されており、ソフトブロックを壊すことで見つけ出すとボンバーマンをパワーアップさせることができる。また今回は出口の扉も2つ存在し、進むステージが分岐していく。
- バトルゲーム

アイテムを見つけてパワーアップしつつ、相手のボンバーマンを爆弾で倒していく、こちらもシリーズおなじみの対戦ゲーム。最大4人まで遊べる。
バトルの形式には、自分以外を倒す個人戦の『シングルバトル』、しろボン・くろボンチーム（1P･2P）とあおボン・あかボンチーム（3P･4P）の2組に分かれて対戦する『タッグバトル』、タッグと同じチームで、爆弾の設置と移動を2人で分担して行う『タンデムバトル』の3種類がある。タンデムバトルは1人や3人では遊ぶことができない。

### アイテム
ソフトブロックを壊すとアイテムが出現することがあり、それを取ることでボンバーマンがパワーアップ（またはパワーダウン）する。ただし、一度やられると効果が失われるアイテムも存在する。
ボムキックとボム通過、各種ボム（リモコン・パワーボム・貫通ボム・地雷ボム）、ボムパンチ・パワーグローブ・ラインボムは併用ができず、最後に取ったアイテムが優先される。
ボムアップ
設置できる爆弾の数が1つ増える。最大10段階まで。
ファイアーアップ
爆風の範囲が1段階あがる。最大10段階まで。
フルファイアー
1つ取るだけで火力が最大になる。
スピードアップ
ボンバーマンの移動スピードがアップ。
ゲタ
ボンバーマンの移動スピードがダウン。
パワーグローブ
足元にある爆弾を持ち上げて投げることができる。
パンチグローブ
設置した爆弾を前方に弾き飛ばす。また、目の前にあるソフトブロックを壊したり、敵を倒す（ダメージを与える）ことも可能。
ラインボム
所持している爆弾を直線状にまとめて設置する。
ボムキック
設置した爆弾を蹴ることができる。蹴った爆弾はCボタンで止められる。 ただし蹴ったときに一瞬だけ硬直時間が発生する。
ボム通過
設置した爆弾の上を通ることができる。
壁通過
ソフトブロックの上を通ることができる。
タマゴ
ルーイに乗れる。今回は青ルーイのみが登場するが、特殊能力を持っておらず、ルーイに乗っている間はキック・パンチ・グローブの効果が使用できなくなる。
地雷ボム
最初に設置した爆弾が地雷となり隠れる（設置場所に影が見えるようになる）。ボンバーマンが踏む、爆弾の爆風を当てる、蹴った爆弾が通る等で作動し、数秒後に爆発する。
パワーボム
最初に設置した爆弾のみ、火力が最大になる。
貫通ボム
爆風が青くなる。爆風がブロックを貫くので、火力分だけソフトブロックを一気に壊すことができる。
リモコン
設置した爆弾をBボタンでいつでも爆破できる。複数個設置した場合は置いた順に爆発する。
ハート
ミスを回避することができる。5個までストック可能。
時計
（ノーマルのみ）制限時間が30秒増加する。
ファイアーマン
（ノーマルのみ）爆弾の爆風によるダメージを受けなくなる。取ったステージ内のみ有効。
耐火スーツ
（ノーマルのみ）無敵になりあらゆるダメージを受けなくなる。取ったステージ内のみ有効。
カギ
（ノーマルのみ）一度クリアしたステージに自由に戻れるようになる。ただし別のルートを選びなおすことはできない。
シャッフル
（タンデムバトルのみ）相手チームの移動と攻撃の担当を入れ替える。

## ぱにっくボンバー
画面上から落ちてくるボンバーマンをそろえ消していく、落ち物パズル。ただし、過去のシリーズとはルールが多少異なっている。
ボンバーマンを縦横ななめに3つ以上揃えると消すことができ、消した数に応じて下から火付き爆弾がせり上がり、爆発する（爆弾に誘爆させることもできる）。爆風をボンバーマンに当てると、当てた数に応じて「コゲボン」を作り出す。連鎖をするとより強力になり、バトルゲームでは、相手にコゲボンを送り込んで攻撃することができる。
一定以上消すと時折「デカ爆」とよばれる巨大な爆弾が出てくる。着地した時点で爆発し、周りのボンバーマンや爆弾を吹き飛ばす。飛ばした数に応じて相手への攻撃も可能。
ボンバーマンが画面の一番上からはみ出すとゲームオーバー。過去のシリーズでは見えない部分に置くこともできたが、今回はできなくなっている。
- スコアアタック

1人専用。ゲームオーバーになるまでひたすらプレイする。ボンバーマンを一定個数以上置くとレベルが上がり、落下スピードが速くなっていく。スコアのほかにも、ボンバーマン消した数、連鎖数、プレイ時間などが記録される。
- バトルゲーム

最大4人での対戦モード。ただし参加人数が多くなるほど、フィールドの横幅が狭くなっていく。ゲームオーバーになると脱落し、ボンバーマンのバトルゲームと同じく、最後まで生き残った人にポイントが与えられる。規定ポイント数分勝てば優勝。

## さめがめ
フィールド上にランダムに置かれたコマの中から、2つ以上つながっているコマを消していき、得点を競う。同じコマをより多く繋げて一気に消すと、高得点が得られる。コマが消せなくなるとゲームオーバー。
最初にフィールドの大きさを選択でき、13×6マスの「ミニがめ」、16×8マスの「さめがめ」、16×10マスの「大さめがめ」のほか、条件を満たすことで32×14マスの「特大さめがめ」の中から選べる。ハイスコアは大きさごとに記録される。

## ボンバーマンパーク
1人専用。しろボンを操作し、巨大テーマパーク「ボンバーマンパーク」を舞台に、さまざまなアトラクション（ミニゲーム）で遊ぶことができる。基本的にボンバーマンランドと同様のルールで楽しめる。
アトラクションでハイスコアを更新したり、イベントをクリアすると「メダル」がもらえる。ボンバーマンランドでいう「ピース」と同じように、一定枚数以上持っているとそれまで行けなかったところにも行けるようになり、ゲームを進めるにつれて行動範囲が広がっていく。